# Secretaría de Desarrollo Social

SEDESOL

Das Secretaría de Desarrollo Social (SEDESOL) ist das politische „Sekretariat (der Regierung) für soziale Entwicklung“ in Mexiko, vergleichbar mit einem entsprechenden Staatsministerium (~ Sozialministerium).
Es wurde 1959 als „Sekretariat für öffentliche Bauten“ (span.: Secretaría de Obras Públicas) und 1976 erstmals erweitert zum „Sekretariat für menschlichen Wohnraum und öffentliche Bauten“ (span.: Secretaría de Asentamientos Humanos y Obras Públicas). 1982 erfolgte die Umgliederung zum „Sekretariat für Städtische und ökologische Entwicklung“ (span.: Secretaría de Desarrollo Urbano y Ecología). Seit 1992 trägt das Organ den heutigen Namen.
Das SEDOSOL ist zur Erfüllung seiner Aufgaben in drei Untersekretariate (Subsecretaría) für „Soziale und Humane Entwicklung“ (Desarrollo Social y Humano), „Städtische Entwicklung und territoriale Raumordnung“ (Urbano y Ordenación del Territorio) und für „Zukunftsforschung, Planung und Entwicklung“ (Prospectiva, Planeación y Evaluación) gegliedert.

## Bisherige Sekretäre
Das Amt eines „Secretario“ / einer „Secretaria“ der Regierung in Mexiko ist vergleichbar mit dem eines Ministers einer Staatsregierung.
| Amtsinhaber                                                       | Amtszeit                                  | Präsident                                 | Zeitraum                                  |
| Secretario / Secretaria de Obras Públicas                         | Secretario / Secretaria de Obras Públicas | Secretario / Secretaria de Obras Públicas | Secretario / Secretaria de Obras Públicas |
| ----------------------------------------------------------------- | ----------------------------------------- | ----------------------------------------- | ----------------------------------------- |
| Javier Barros Sierra                                              | 1959–1964                                 | Adolfo López Mateos                       | 1958–1964                                 |
| Gilberto Valenzuela                                               | 1964–1970                                 | Gustavo Díaz Ordaz                        | 1964–1970                                 |
| Luis Enrique Bracamontes                                          | 1970–1976                                 | Luis Echeverría Álvarez                   | 1970–1976                                 |
| Secretario / Secretaria de Asentamientos Humanos y Obras Públicas |                                           |                                           |                                           |
| Pedro Ramírez Vázquez                                             | 1976–1982                                 | José López Portillo                       | 1976–1982                                 |
| Secretario / Secretaria de Desarrollo Urbano y Ecología           |                                           |                                           |                                           |
| Marcelo Javelly Girard                                            | 1982–1985                                 | Miguel de la Madrid                       | 1982–1988                                 |
| Guillermo Carrillo Arena                                          | 1985–1986                                 | Miguel de la Madrid                       | 1982–1988                                 |
| Manuel Camacho Solís                                              | 1986–1988                                 | Miguel de la Madrid                       | 1982–1988                                 |
| Gabino Fraga                                                      | 1988                                      | Miguel de la Madrid                       | 1982–1988                                 |
| Patricio Chirinos Calero                                          | 1988–1992                                 | Carlos Salinas de Gortari                 | 1988–1994                                 |
| Luis Donaldo Colosio                                              | 1992–1993                                 | Carlos Salinas de Gortari                 | 1988–1994                                 |
| Secretario / Secretaria de Desarrollo Social                      |                                           | Carlos Salinas de Gortari                 | 1988–1994                                 |
| Carlos Rojas Gutiérrez                                            | 1993–1994                                 | Carlos Salinas de Gortari                 | 1988–1994                                 |
| Carlos Rojas Gutiérrez                                            | 1994–1998                                 | Ernesto Zedillo                           | 1994–2000                                 |
| Esteban Moctezuma                                                 | 1998–1999                                 | Ernesto Zedillo                           | 1994–2000                                 |
| Carlos Jarque                                                     | 1999–2000                                 | Ernesto Zedillo                           | 1994–2000                                 |
| Josefina Vázquez Mota                                             | 2000–2006                                 | Vicente Fox                               | 2000–2006                                 |
| Ana Teresa Aranda                                                 | 2006                                      | Vicente Fox                               | 2000–2006                                 |
| Beatriz Zavala Peniche                                            | 2006–2008                                 | Felipe Calderón Hinojosa                  | 2006–2012                                 |
| Ernesto Cordero Arroyo                                            | 2008–2009                                 | Felipe Calderón Hinojosa                  | 2006–2012                                 |
| Heriberto Félix Guerra                                            | 2009–2012                                 | Felipe Calderón Hinojosa                  | 2006–2012                                 |
| Rosario Robles Berlanga                                           | 2012–2015                                 | Enrique Peña Nieto                        | 2012–2018                                 |
| José Antonio Meade Kuribreña                                      | 2015–2016                                 | Enrique Peña Nieto                        | 2012–2018                                 |
| Luis Enrique Miranda                                              | 2016–2017                                 | Enrique Peña Nieto                        | 2012–2018                                 |
| Eviel Perez Magaña                                                | 2017–2018                                 | Enrique Peña Nieto                        | 2012–2018                                 |
| Maria Luisa Albores                                               | 2018–2020                                 | Andrés Manuel López Obrador               | 2018–                                     |
| Javier May Rodríguez                                              | 2020–                                     | Andrés Manuel López Obrador               | 2018–                                     |